# Lethrinops argenteus
Lethrinops argenteus là một loài cá thuộc họ Cichlidae. Nó được tìm thấy ở Malawi và Tanzania. Môi trường sống tự nhiên của chúng là hồ nước ngọt.